# Archibald Sinclair, 1. Viscount Thurso

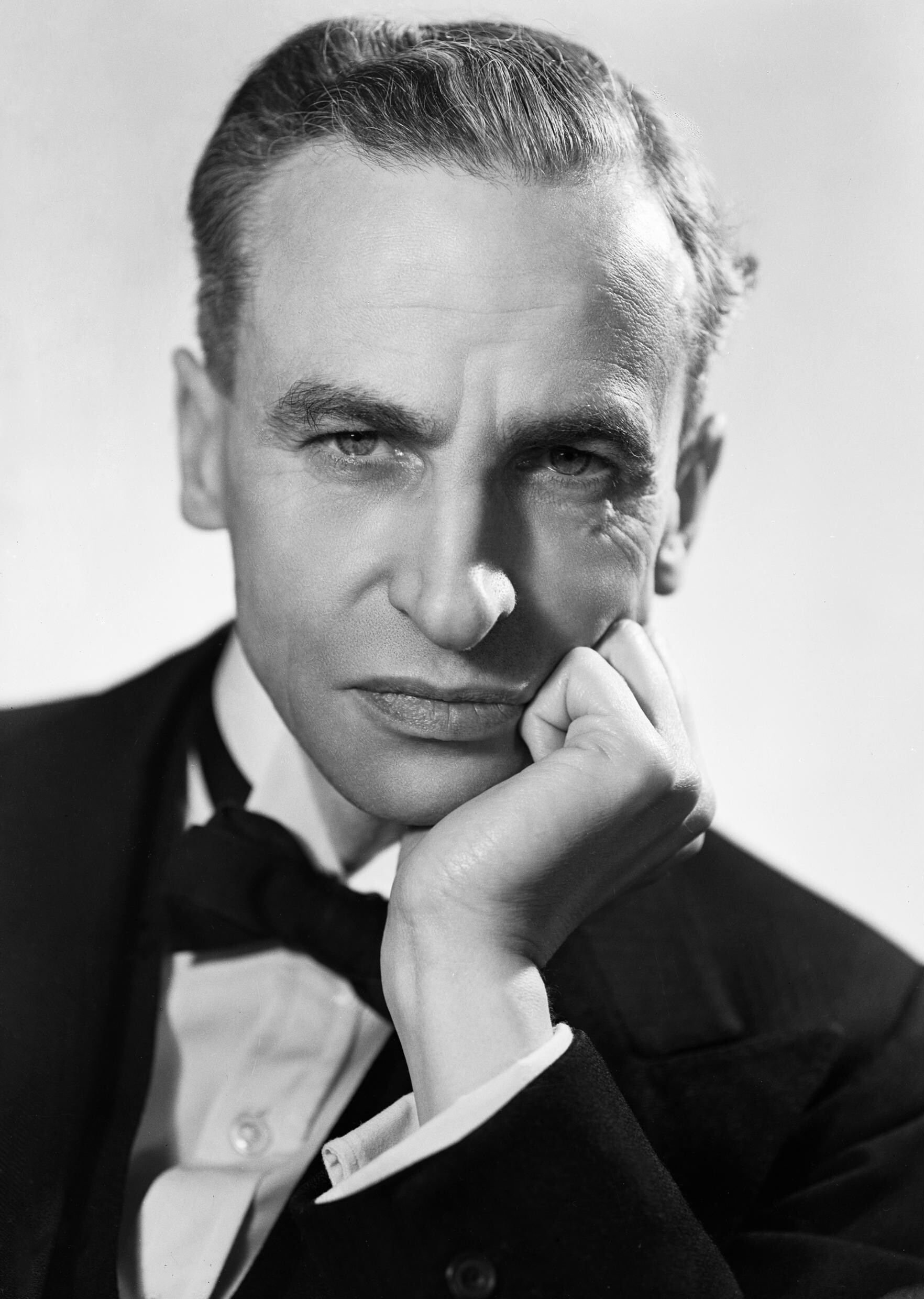
Archibald Sinclair, 1. Viscount Thurso

Archibald Henry Macdonald Sinclair, 1. Viscount Thurso, KT, CMG, PC (* 22. Oktober 1890 in Chelsea, London; † 15. Juni 1970) war ein britischer Politiker der Liberal Party, der zwischen 1922 und 1945 Mitglied des Unterhauses (House of Commons), von 1931 bis 1932 Minister für Schottland (Secretary of State for Scotland) sowie zwischen 1935 und 1945 Vorsitzender der Liberal Party war. Während des Zweiten Weltkrieges fungierte er von 1940 bis 1945 als Luftfahrtminister (Secretary of State for Air). 1952 wurde er als Viscount Thurso in den erblichen Adelsstand erhoben und gehörte damit bis zu seinem Tod 1970 dem Oberhaus (House of Lords) als Mitglied an.

## Leben

### Offizier, Unterhausabgeordneter und Minister für Schottland
Sinclair war der einzige Sohn von Oberstleutnant Clarence Granville Sinclair und dessen Ehefrau Mabel Sands. Nach dem Besuch des renommierten Eton College absolvierte er eine Offiziersausbildung an der Royal Military Academy Sandhurst und trat danach als Offizier in das Gardekavallerieregiment Life Guards ein. Da sein Vater bereits am 16. November 1895 verstorben war, erbte er beim Tod seines Großvaters Sir John Sinclair, 3. Baronet, am 29. September 1912 dessen Titel als 4. Baronet, of Ulbster. Am Ersten Weltkrieg nahm er als Major der Life Guards teil und war zuletzt von 1918 bis 1919 Persönlicher Militärsekretär von Außenminister Arthur James Balfour. Im Anschluss wurde er 1919 Nachfolger von William Cavendish-Bentinck, 6. Duke of Portland als Lord Lieutenant und damit als persönlicher Repräsentant des britischen Monarchen in der schottischen Grafschaft Caithness. 1919 war er zeitweise auch Mitglied des Imperialen Vermarktungsausschusses (Empire Marketing Board). Er bekleidete diesen Posten 45 Jahre lang bis zu seiner Ablösung durch George David Keith Murray 1964. Zugleich war er von 1921 bis 1922 Privatsekretär von Kolonialminister Winston Churchill.
Bei der Wahl vom 15. November 1922 wurde Sinclair für die Liberal Party erstmals zum Mitglied des Unterhauses gewählt und vertrat in diesem bis zum 5. Juli 1945 den Wahlkreis Caithness and Sutherland. Für seine Verdienste wurde er 1922 zudem Companion des Order of St. Michael and St. George (CMG). Während seiner Parlamentszugehörigkeit war er von 1925 bis 1930 Vorsitzender der Unterhausausschüsse sowie als Nachfolger von Robert Hutchison von 1930 bis zu seiner Ablösung durch Goronwy Owen 1931 Parlamentarischer Geschäftsführer der Fraktion der Liberal Party im Unterhaus (Chief Liberal Whip). Im Anschluss wurde er am 25. August 1931 als Nachfolger von William Adamson Minister für Schottland (Secretary of State for Scotland). Dieses Ministeramt übte er bis zum 28. September 1932 aus, woraufhin er von Godfrey Collins abgelöst wurde. Zudem wurde er 1931 Mitglied des Geheimen Kronrates (Privy council). Daneben übernahm er von Herbert Samuel am 4. November 1931 die Funktion als stellvertretender Vorsitzender der Liberal Party, die er bis zum 26. November 1935 innehatte.

### Vorsitzender der Liberal Party, Luftfahrtminister und Oberhausmitglied
Am 26. November 1935 löste Sinclair Herbert Samuel als Vorsitzender der Liberal Party ab. Er hatte diese Funktion fast zehn Jahre lang bis zum 15. Juni 1945 inne und übergab diese dann an Clement Davies. Daneben war er als Nachfolger von Dick Sheppard zwischen 1938 und seiner Ablösung durch John Boyd Orr 1945 auch Rektor der University of Glasgow. Nach dem Kriegseintritt Großbritanniens in den Zweiten Weltkrieg wurde er am 11. Mai 1940 Nachfolger von Samuel Hoare als Luftfahrtminister (Secretary of State for Air) und bekleidete dieses Amt während des gesamten Krieges, ehe er nach Kriegsende am 23. Mai 1945 von Harold Macmillan abgelöst wurde. Als Luftfahrtminister war er für die am 14. Februar 1942 herausgegebene Area Bombing Directive verantwortlich. Zu seinen Mitarbeitern als Luftfahrtminister gehörten unter anderem Reginald Maudling, Wilfrid Roberts und Geoffrey Mander, die als seine Privatsekretäre fungierten. Nach einem Vier-Augen-Gespräch wurde Air Chief Marshal Hugh Dowding während der Luftschlacht um England im Oktober 1940 aufgrund der Big-Wing-Kontroverse als Kommandeur des RAF Fighter Command abberufen.
1946 übernahm Sinclair die neu geschaffene Funktion als Präsident der Scottish Liberal Party und bekleidete diese bis zu seiner Ablösung durch Andrew Murray 1961.
Sinclair wurde am 10. April 1952 als Viscount Thurso, of Ulbster in the County of Caithness, in den erblichen Adelsstand der Peerage of the United Kingdom erhoben und gehörte damit bis zu seinem Tod 1970 dem Oberhaus als Mitglied an.
Aus seiner am 18. Mai 1918 geschlossenen Ehe mit Marigold Forbes, einer Tochter von Oberstleutnant James Stewart Forbes und dessen erster Ehefrau Lady Angela Selina Bianca St Clair-Erskine, gingen zwei Töchter und zwei Söhne hervor. Sein drittes Kind und ältester Sohn Robin Macdonald Sinclair erbte bei seinem Tod am 15. Juni 1970 dessen Titel als 2. Viscount Thurso. Eine seiner Enkelinnen ist die Politikerin Veronica Linklater, Baroness Linklater of Butterstone.